# Neu! (álbum)
Neu! (o NEU!) es el primer álbum de estudio de la banda alemana de rock experimental Neu!, perteneciente a la escena krautrock. El álbum fue grabado con el productor Konrad Plank durante cuatro días de diciembre de 1971 y fue lanzado durante 1972.
Neu! estuvo fuera de impresión por mucho tiempo, y durante los años 80 solo estaba disponible en forma de bootleg (editado por un sello llamado Germanofon), al igual que los dos siguientes álbumes del grupo. El álbum fue relanzado en el año 2001 en formato CD por Astralwerks, Grönland y EMI Electrola. Originalmente, el álbum vendió alrededor de 30.000 copias en Alemania.
El álbum se destaca por su arte de tapa, diseñado por el baterista Klaus Dinger, quien sostuvo que estaba influido por ideas del pop art. Un diseño similar sería usado en los dos siguientes álbumes del grupo pero con algunas diferencias (como colores diferentes).
Neu! mezclaba elementos de ambient, el ritmo "motorik" característico de la escena, guitarras abrasivas, atmósferas industriales, sonidos de agua y ruidos. La canción instrumental que abre el álbum, "Hallogallo", es conocida por ser una de las primeras en presentar el ritmo "motorik" (término que el creador de este compás, Dinger, rechaza por sus connotaciones mecánicas). El ritmo es frecuentemente comparado con la sensación de viajar por una ruta en un automóvil, incluso por el mismo Dinger. "Hallogallo" fue muy difundida por el DJ inglés John Peel.
El grupo Negativland toma su nombre de la canción del mismo nombre de este álbum.

## Lista de temas
1. "Hallogallo" - 10:07
2. "Sonderangebot" - 4:51
3. "Weissensee" - 6:46
4. "Im Glück" - 6:52
5. "Negativland" - 9:47
6. "Lieber Honig" - 7:18

## Personal
- Michael Rother - guitarra, bajo, teclados, producción
- Klaus Dinger - batería, shamisen, guitarra, teclados, voz, producción
- Conny Plank - producción e ingeniería

### Otros créditos
- Thomas Dinger - fotografía
- Fritz Muller - fotografía